# ファビアン・エルンスト
ファビアン・エルンスト（Fabian Ernst, 1979年5月30日 - ）は、西ドイツ（現ドイツ）・ハノーファー出身の元サッカー選手。元ドイツ代表。現役時代のポジションは守備的ミッドフィルダー。

## 経歴

### クラブ
ハノーファーに生まれ、1983年の4歳の時に地元のハノーファー96の下部組織に入団。様々な世代別カテゴリーを経て、1996年の17歳で同クラブのトップチームとプロ契約を締結した。リベロとしてデビューしたエルンストは、新たなフランツ・ベッケンバウアーと目されるほどの活躍を見せて2部の舞台ながらも1季目から主軸選手としてプレーしていたことから、1998年に同国1部のハンブルガーSVへ引きぬかれ、2000年までの在籍で48試合0得点を記録した。次に在籍したヴェルダー・ブレーメンでもチームの主軸として2003-04シーズンのリーグ戦とDFBポカールの2冠達成に貢献。その活躍が評価されてブレーメン州でプレーする全スポーツ選手を対象とした年間最優秀選手賞を受賞した。ブレーメンを退団するまでの間にリーグ戦で152試合11得点を記録した。2004年12月13日に元同僚ムラデン・クルスタイッチやアイウトンが在籍するシャルケ04と2005-06シーズンからの5年契約を締結。移籍金は、ブレーメンと2005年夏に契約満了となるためにかからない。
2009年2月2日に移籍金275万ユーロでトルコ1部のベシクタシュJKと2011年6月までの契約を締結した。ベシクタシュでは、途中加入ならがもすぐさまチームに馴染み、主軸としてリーグ制覇に貢献。また、同シーズンのテュルキエ・クパスでは、ライバルであるフェネルバフチェSKとの決勝戦（4-2）に先発フル出場して2冠達成に貢献した。その活躍が評価されてザマン紙の読者によるZaman Spor Ödülleriのサッカー選手部門で年間最優秀選手に選出された。2010年9月16日にはPFC CSKAソフィアとのUEFAヨーロッパリーグ 2010-11初戦で試合終了間際に決勝点を記録している。2012-13シーズンになると、双方合意でベシクタシュと2014年までの契約を解除し、同じイスタンブールを拠点とするカスムパシャSKと契約。カスムパシャでもチームの主軸として、また、主将を務めていたが、同シーズン終了後の2013年6月18日に現役引退を表明した。

### 代表
各世代別代表に参加したエルンストは、U-21代表で主将を務めながら歴代最多出場記録となる31試合に出場した。
2002年5月にルディ・フェラー監督の下で2002 FIFAワールドカップへ向けた予備員の候補に選出され、5月9日のフライブルクでのクウェート戦で短時間ながらドイツ代表初出場を飾った。続くウェールズ戦での出番は訪れず、同僚のティム・ボロウスキと共に予備員のリストから外された。その後、UEFA EURO 2004に参加し、オランダ戦での1試合に出場。2004年9月10日のイラン戦でベルント・シュナイダーのアシストにより初得点を記録した。FIFAコンフェデレーションズカップ2005にも参加する等、定期的に招集され、2006年5月15日にユルゲン・クリンスマン監督の下で暫定ながらも自国で開催される2006 FIFAワールドカップへ向けた一員に選出されたが、最終的に落選した。同大会終了後にクラブレベルで一定の活躍を見せていたことで代表復帰を取りざたされたものの、ヨアヒム・レーヴ監督は守備的MFの位置にトルステン・フリンクス、トーマス・ヒッツルスペルガー、ジモン・ロルフェスといった選手達を好んで起用していたために、2006年を最後に招集されることはなかった。

## タイトル
クラブ
ヴェルダー・ブレーメン
- ブンデスリーガ : 2003-04
- DFBポカール : 2003-04

シャルケ04
- DFLリーガポカール : 2005

ベシクタシュJK
- スュペル・リグ : 2008-09
- テュルキエ・クパス : 2008-09, 2010-11

個人
- ブレーメン州年間最優秀アスリート賞 : 2003
- Zaman Spor Ödülleri年間最優秀サッカー選手部門 : 2009